# Кавиццана
Кавиццана (итал. Cavizzana) — коммуна в Италии, располагается в провинции Тренто области Трентино-Альто-Адидже.
Население коммуны, на 01.01.2023 года, составляло 236 человек, плотность населения ─ 69,88 чел./км². Занимает площадь 3,38 км². Почтовый индекс — 38022. Телефонный код — 0463.
Покровителем коммуны почитается святитель Мартин Турский, празднование 11 ноября.

## Население
Динамика населения:

## Администрация коммуны
- Официальный сайт: